# Municipio de Amanda (condado de Allen)
El municipio de Amanda (en inglés, Amanda Township) es un municipio del condado de Allen, Ohio, Estados Unidos. Tiene una población estimada, a mediados de 2022, de 2056 habitantes.
Abarca una zona exclusivamente rural.

## Geografía
Está ubicado en las coordenadas 40°44′6″N 84°16′21″O / 40.73500, -84.27250. Según la Oficina del Censo de los Estados Unidos, tiene una superficie total de 89.1 km², de la cual 86.3 km² corresponden a tierra firme y 2.8 km² están cubiertos de agua.

## Demografía
Según el censo de 2020, en ese momento había 2061 personas residiendo en la zona. La densidad de población era de 23.9 hab./km². El 93.11 % de los habitantes eran blancos, el 1.07 % eran afroamericanos, el 0.29 % eran amerindios, el 0.44 % eran asiáticos, el 0.87 % eran de otras razas y el 4.22 % eran de una mezcla de razas. Del total de la población, el 1.75 % eran hispanos o latinos de cualquier raza.